# Magredi di Coz
Magredi di Coz este o arie protejată (arie specială de conservare — SAC, sit de importanță comunitară — SCI) din Italia întinsă pe o suprafață de 10 ha, integral pe uscat.

## Localizare
Centrul sitului Magredi di Coz este situat la coordonatele 46°03′52″N 12°57′29″E / 46.0644°N 12.9581°E.

## Înființare
Situl Magredi di Coz a fost declarat sit de importanță comunitară în septembrie 1995 pentru a proteja 1 specie de plante și 7 specii de animale. Situl a fost protejat și ca arie specială de conservare în octombrie 2013.

## Biodiversitate
Situată în ecoregiunea continentală, aria protejată conține 1 habitat natural: Pajiști uscate din regiunea submediteraneeană estică (Scorzoneratalia villosae).
La baza desemnării sitului se află mai multe specii protejate:
- plante (1): Gladiolus palustris
- păsări (7): ciuf de câmp (Asio flammeus), erete vânăt (Circus cyaneus), erete cenușiu (Circus pygargus), prepeliță (Coturnix coturnix), presură sură (Emberiza calandra), șoim călător (Falco peregrinus), sfrâncioc roșiatic (Lanius collurio)

Pe lângă speciile protejate, pe teritoriul sitului au mai fost identificate 8 specii de plante, 2 specii de amfibieni, 3 specii de reptile.